# Małgorzata Szyszko-Kondej
Małgorzata Szyszko-Kondej – poetka, dziennikarka, autorka książek dla dzieci i dorosłych, musicali dla dzieci, piosenek.

## Twórczość
Absolwentka filologii polskiej i Podyplomowego Dziennikarstwa Uniwersytetu Warszawskiego. Członek Stowarzyszenia Pisarzy Polskich i polskiej sekcji IBBY (International Board on Books for Young People). Jej teksty zamieszczane były w podręcznikach i  w poradnikach metodycznych dla nauczycieli.
Małgorzata Szyszko-Kondej wydała sześć książek dla dzieci, w tym „Sejf z milionem w środku”(2008), wyróżniony w konkursie Literackim im. Astrid Lindgren, wpisany na Listę Skarbów Muzeum Książki Dziecięcej. Ostatnia publikacja „Wtorek, godz.15.00” (2013), adresowana do młodzieży, jest rekomendowana przez Fundację Cała Polska Czyta Dzieciom. 
W maju 2014 roku ukazała się jej najnowsza pozycja dla dorosłych „Sześć córek”, która głosami internautów zwyciężyła w konkursie portalu książkowego Granice.pl na najlepszą książkę na lato w kategorii literatura kobieca.
Szyszko-Kondej debiutowała w „Poezji” wierszem „Filiżanka” (1976). Pracowała w Kurierze Podlaskim i Porannym w Białymstoku (1986-2005), w pismach dla dzieci „Ja, Ty, My”, „Kwaku”, na Uniwersytecie w Białymstoku, gdzie pełniła funkcję redaktorki naczelnej pisma „Nasz Uniwersytet” (2005-2009). Stale współpracowała z „Przeglądem Reader’s Digest”, ze „Zwierciadłem”, „Kobietą i Życie”, „Misiem”.

## Publikacje

### Książki dla dzieci
- „O czym skrzypi szuflada? O czym mruczy piec?”, KAW 1983
- „Nie jestem misiem”, KAW 2000
- „Moja pierwsza encyklopedia z Kubusiem Puchatkiem i przyjaciółmi” Disney (tom I, II) Reader’s Digest 2005 (tłum i red.)
- „Sejf z milionem w środku czyli bestseller III b”, Stentor 2008
- „Gdzie ucieka czas taty?”, Świat Książki 2011
- "Wtorek, godz. 15.00", Agencja Edytorska Ezop, Warszawa 2013

### Dla dorosłych
- „Numer” – opowiadania satyryczne, Białystok 1985
- „Najważniejsze, że jesteś” – wiersze i piosenki, Białystok 1998
- „Życzenia do spełnienia” – (redakcja) KAW, Białystok 2004
- "Sześć córek" – Świat Książki, Warszawa 2014

### Nagrody
- 1981 - I miejsce w konkursie pod przewodnictwem Agnieszki Osieckiej na tekst piosenki literackiej, ogłoszony przez III program Polskiego Radia.
- 1985 – II miejsce w konkursie na Słuchowisko Radiowe, ogłoszone przez Polskie Radio.
- 2002 – nagroda za tekst piosenki dla dzieci w konkursie „Kocham moją mamę”, organizowanym przez Gazetę Wyborczą.
- 2006 – wyróżnienie w Konkursie Literackim im. Astrid Lindgren, zorganizowanym przez Fundację ABCXXI – Cała Polska Czyta Dzieciom za „Sejf z milionem w środku”. Książka została wpisana na Listę Skarbów Muzeum Książki Dziecięcej.
- 2007 – II miejsce (pierwszego nie przyznano) w konkursie na reportaż „Jej portret”, zorganizowany przez miesięcznik Twój Styl.